# جواز سفر فرنسي
جواز السفر الفرنسي (بالفرنسية: français Passeports) هو وثيقة من وثائق الهوية الفرنسية، والصادرة للمواطنين الفرنسيين. إلى جانب تمكين حاملها من السفر دوليا والعامل بوصفه دلالة المواطنة الفرنسية، (ولكن ليس دليلا، وحيازة جواز سفر فرنسي يؤسس فقط على افتراض الجنسية الفرنسية وفقا للقانون الفرنسي)، وجواز سفر يسهل عملية تأمين المساعدة من مسؤولي القنصلية الفرنسية في الخارج أو الدول الأعضاء في الإتحاد الأوروبي الأخرى في حالة وجود القنصلية الفرنسية غير موجودة، إذا لزم الأمر.

البلدان والأقاليم التي لا تفرض تأشيرة أو تطلب تأشيرة دخول عند الوصول للجهة، لحاملي جوازات السفر الفرنسية العادية.